# シクイシクエスクス
シクイシクエスクス（学名：Siquisiquesuchus）は、新第三紀中新世の南アメリカ大陸に生息していた、インドガビアル上科に属するワニの絶滅した属。ベネズエラ北西部に分布する前期中新世のCastillo層の岩石中に発見されたシクイシクエスクスのホロタイプ標本 MBLUZ–P–5050 は完全な頭蓋骨と下顎からなる。また他の産地からは2個の部分的な頭蓋骨、部分的な椎骨、1本の大腿骨、部分的な上腕骨、部分的な脛骨が発見されている。これらの骨は2004年にChristopher BrochuとAscanio Rincónによって記載され、タイプ種S. venezuelensisが命名された。
他のインドガビアル上科の属と同様に、シクイシクエスクスの吻部は細長く、頭蓋骨長の約60%を占める。前上顎骨歯の本数は不明であるが、吻部の大部分を形成する上顎骨の歯は最低でも左右それぞれ20本におよび、また下顎を形成する歯骨の歯は最低でも23本におよぶ。縫合線が視認不可能であるため、頭蓋骨の詳細に関しては不明な点もある。
シクイシクエスクスは南アメリカ大陸から産出した最古のインドガビアル上科の動物であり、グリポスクスや他の南アメリカ産インドガビアル上科の属と細かな解剖学的特徴が共通する。その後の研究でもインドガビアル上科に属することが確かめられ、インドガビアル属やグリポスクス、イカノガビアリスおよびピスコガビアリスと近縁とされている。Vélez–Juarbe et al. (2007)は本属をインドガビアル科グリポスクス亜科としたが、Jouve et al. (2008)は特定の科あるいは亜科に分類していない。BrochuとRincónはシクイシクエスクスの化石が海成層から発見されたことを指摘し、旧世界のインドガビアル上科の属との類似性も踏まえ、インドガビアル上科が第三紀の間に海洋の障壁を乗り越えて拡散した証拠としてこれを扱った。